# 산 (소부)
산(産, ? ~ ?)은 전한 중기의 관료이다. ‘산’은 이름자로, 성씨는 알 수 없다.

## 행적
원삭 4년(기원전 125년), 소부에 임명되었다.

## 출전
- 반고, 《한서》 권19하 백관공경표 下

| 전임 맹분 | 전한의 소부 기원전 125년 ~ 기원전 124년? | 후임 조우 |